# Glastonbury 2000
Albums de David Bowie
Loving the Alien (1983–1988)
(2018) Spying Through a Keyhole
(2019)
Glastonbury 2000 est un album de David Bowie sorti en 2018.

## Histoire
L'album provient du concert donné par le chanteur le 25 juin 2000 au festival de Glastonbury. C'est la première fois que Bowie s'y produit depuis la toute première édition du festival, en 1971.

## Titres
Toutes les chansons sont écrites et composées par David Bowie, sauf mention contraire.
| 1.  | Introduction (Greensleeves) | traditionnel                            | 1:48 |
| 2.  | Wild Is the Wind            | Dimitri Tiomkin, Ned Washington         | 6:54 |
| 3.  | China Girl                  | David Bowie, Iggy Pop                   | 4:24 |
| 4.  | Changes                     |                                         | 3:40 |
| 5.  | Stay                        |                                         | 7:12 |
| 6.  | Life on Mars?               |                                         | 4:42 |
| 7.  | Absolute Beginners          |                                         | 7:50 |
| 8.  | Ashes to Ashes              |                                         | 5:21 |
| 9.  | Rebel Rebel                 |                                         | 4:12 |
| 10. | Little Wonder               | David Bowie, Reeves Gabrels, Mark Plati | 3:57 |
| 11. | Golden Years                |                                         | 4:07 |

| 12. | Fame                       | David Bowie, Carlos Alomar, John Lennon                            | 4:25 |
| 13. | All the Young Dudes        |                                                                    | 3:43 |
| 14. | The Man Who Sold the World |                                                                    | 3:51 |
| 15. | Station to Station         |                                                                    | 9:49 |
| 16. | Starman                    |                                                                    | 4:50 |
| 17. | Hallo Spaceboy             | David Bowie, Brian Eno                                             | 5:28 |
| 18. | Under Pressure             | David Bowie, Roger Taylor, Freddie Mercury, John Deacon, Brian May | 5:23 |
| 19. | Ziggy Stardust             |                                                                    | 3:54 |
| 20. | "Heroes"                   | David Bowie, Brian Eno                                             | 5:57 |
| 21. | Let's Dance                |                                                                    | 7:06 |
| 22. | I'm Afraid of Americans    | David Bowie, Brian Eno                                             | 5:43 |

## Musiciens
- David Bowie : chant
- Earl Slick : guitare
- Mark Plati : guitare, chœurs
- Gail Ann Dorsey : basse, chœurs
- Sterling Campbell : batterie
- Mike Garson : claviers, piano
- Holly Palmer : claviers, chœurs
- Emm Gryner : claviers, chœurs